# بلاثينثيا دي لاس أرماس
بلدية بلاثينثيا دي لاس أرماس (بالإسبانية: Placencia de las Armas) هي بلدية تقع في مقاطعة غيبوثكوا التابعة لمنطقة إقليم الباسك شمال إسبانيا.

## الديموغرافيا
بلغ عدد سكان بلدية بلاثينثيا دي لاس أرماس 3.995 نسمة عام 2011 (وفقاً للمعهد الوطني للإحصاء الإسباني).
| 4.337 | 4.315 | 4.177 | 4.148 | 4.062 | 3.990 | 3.995 |